# A Shout of Triumph
『A Shout of Triumph』（アシャウトオブトライアンフ）は、日本のクリエイターズユニット・Who-ya Extendedの3枚目のEP。2022年6月15日にSME Records（Sony Music Labels Inc.）より発売。

## 概要
- 前作アルバム『WII』からは約7か月振りのリリース。
- 本EP4曲を通しての軸は、「人が生きること」ということの提示であり、そこにWho-ya Extendedなりの解釈を投影している。一つの人生について歌った4曲というよりは、いろんな角度やいろんな立場から見て、総じて生きるということについて書いている。[1]
- CDは、通常版、初回生産限定盤、期間生産限定盤との3形態発売。前作『WII』まではジャケットはキービジュアルだったが、本作は初の自身の写真がジャケット。
- 初回生産限定盤の特典DVDには、表題曲『A Shout of Triumph』のミュージックビデオを収録。
- 期間生産限定盤の特典DVDには、「TVアニメ『ビルディバイド -#FFFFFF- エンディング映像』ノンクレジットエンディングムービー」を収録。
- 期間生産限定盤はビルディバイド -#FFFFFF-描き下ろしアニメ盤ジャケット。ビルディバイドTCG ED限定プロモーションカード封入。

## 楽曲説明
1. A Shout of Triumph
・TVアニメ『ビルディバイド -#FFFFFF-』エンディングテーマ。4月11日に先行デジタル配信。
・本作は『ビルディバイド -#FFFFFF-』のエンディングテーマとして書き下ろした曲。本アニメでは、自分でどうすることもできないようなものによって、貧富の差や住む地域が決められたりすることに対する抗いがテーマにあると感じ、それを現実世界に落とし込んだ時に、明確な意思を持っている人や、何か目指しているものがある人にしか感じない孤独や葛藤みたいなものをひとつのテーマとして広げていきたいと思って制作した[1]。
・サビには「信じ抜く」という言葉があるが、何かを信じぬいたり、何かを貫いたりすることはとても孤独だと思い、周りからは芯がある人間だと言われるかもしれないが、実はその人にしかわからない孤独があることを表している[1]。
・「不正解引かない」というフレーズでの「不正解」は、社会的に良しとされていないことというよりも、自分の中の軸(自分の信念、自分の信じているもの)に反することを不正解というニュアンスで書いている[1]。
・曲のテーマ自体はかなりシリアスで、突き詰めるとどんどん暗くなっていきそうだが、ただ「悲しい、つらい」と落ちていくんじゃなくて、曲としてはアッパーな感じにして、シリアスなテーマに対してあえてポップで踊れるサウンドを合わせた。どうすることもできないネガティブなテーマがあるからこそ、サウンドはアップに明るく、エンタメに消化する方がいいと思って、明るく攻めた感じになった[2]。
・『ビルディバイド』ED担当発表時のコメントは以下[3]。
　- この度TVアニメ『ビルディバイド』第２期のエンディングを担当させていただきます、Who-ya Extendedです。EDテーマ「A Shout Of Triumph」は、意志に沿って勇気を振り絞り、高みを目指す故の孤独や葛藤に焦点を当てながら、自らを鼓舞していくようなアップテンポな楽曲に仕上げました。実はエンディングを担当するのは初めてで、こうしてエネルギーの強い素敵な作品と関わらせていただける事に感謝しています。十人十色の正義を抱えた主人公達が、リビルドを通じてどのように交差し進んでいくのか…是非作品と共に楽曲も最後までお楽しみください。
2. Re:Painted
・自分が築き上げてきたものや信じてきたものを無下にして次に行くのはもったいないし、結局は積み重ねが大事だと思うということを歌った曲[4]。
・「Re:Painted」は直訳すると「塗りなおす」「何回もやり直していく」という意味だが、仕事がどうしてもうまくいかなかったり、勉強がうまくいかなかったりするとき、人は少なからず途中まで描いていた絵のキャンパスを捨てて、次のキャンパスに行くが、そんなことしなくてもいいというメッセージが込められている。
・やってきたことがあるんだから、「これは意味がない」と決めつけて捨てるのではなく、もし捨てようとしても、それまでやってきたことは残っているし、なかったことにするのは違う。キャンパスごと替えるのではなく、自分で書いてるものが嫌になったりそれを捨てたいと思うのだったら何回でも塗り直して、その先に進めばいいという提示[1][2]。
・曲調は盛り上がる曲ではないし、バラードでもない。テーマが深いところにあり、正解がないようなことを歌っているので、奥行きがあるサウンドにしたいと思い、リズムを刻まず、ギターやシンセを重ねながらイメージに近付けていった[1][2]。
3. Bitty,Not Empty
・いろんな場面で「Who-yaの曲は難しすぎて歌いづらい」と言われることがあり、ライブ会場の人たちと一緒に歌ってノレるようなシンプルな曲があってもいいと思って制作された[1]。イントロから合唱できて、ライブの空間の中で1つになって盛り上がれるような曲。曲を知らなくても、その場で聴いてすぐに歌えるメロディで、ワンマンはもちろん、フェスやイベントで自分たちのことを知らない人たちとも楽しい空間を作りたいと思って作られた[2]。
・歌詞は、軽やかなギターサウンドに合わせて、あまり難しいことは言わずできるだけストレートに前向きな意志を書いている[2]。
4. half moon
・"half moon"は訳すると半月を表しているが、半月は日本で半月を見ている人と、同じ時間で別の国で見ている半月は同じ月なのに全然満ち欠けが違うことを表している。ここから物事の善悪や二極化されているものは全部が表裏一体で、誰かが良いと言ったことはもしかしたら別の立場の人からは間違ってると思うこともあるし、多くの人が正しいと言ったことも実は間違いだったこともザラにあるということを歌った曲[1]。
・曲調は、奥行きや深みのあるトラック、印象に残るリフを意識している[2]。

## 収録曲

### 全形態共通
| 全作詞・作曲・編曲: Who-ya Extended。 |                                      |                 |                 |       |
| #                                     | タイトル                             | 作詞            | 作曲・編曲      | 時間  |
| 1.                                    | 「A Shout of Triumph」               | Who-ya Extended | Who-ya Extended | 03:54 |
| 2.                                    | 「Re:Painted」                       | Who-ya Extended | Who-ya Extended | 03:35 |
| 3.                                    | 「Bitty,Not Empty」                  | Who-ya Extended | Who-ya Extended | 03:44 |
| 4.                                    | 「half moon」                        | Who-ya Extended | Who-ya Extended | 02:52 |
| 5.                                    | 「A Shout of Triumph」(Instrumental) | Who-ya Extended | Who-ya Extended | 03:52 |
| 合計時間:                             | 合計時間:                            | 17:57           |                 |       |

### 期間生産限定盤（アニメ盤）
| 全作詞・作曲・編曲: Who-ya Extended。 |                                      |                 |                 |       |
| #                                     | タイトル                             | 作詞            | 作曲・編曲      | 時間  |
| 1.                                    | 「A Shout of Triumph」               | Who-ya Extended | Who-ya Extended | 03:54 |
| 2.                                    | 「Re:Painted」                       | Who-ya Extended | Who-ya Extended | 03:35 |
| 3.                                    | 「Bitty,Not Empty」                  | Who-ya Extended | Who-ya Extended | 03:44 |
| 4.                                    | 「half moon」                        | Who-ya Extended | Who-ya Extended | 02:52 |
| 5.                                    | 「A Shout of Triumph」(TV size)      | Who-ya Extended | Who-ya Extended | 01:33 |
| 6.                                    | 「A Shout of Triumph」(Instrumental) | Who-ya Extended | Who-ya Extended | 03:52 |
| 合計時間:                             | 合計時間:                            | 19:30           |                 |       |

## 評価
- Real Soundは、「表題曲である「A Shout Of Triumph」は『ビルディバイド -#FFFFFF-(コードホワイト)』のエンディングテーマで、Who-ya Extendedらしい疾走感、エモーショナルなロックサウンドを継承しながらもダンサブルでエレクトロニックな面も持ち合わせた曲だ。収録されている楽曲と共に新しいフェーズに入ったWho-ya Extendedを予感させるものとなっている」と評した[5]。